# Trochaclididae
Trochaclididae zijn een familie van weekdieren uit de klasse van de Gastropoda (slakken).

## Taxonomie
De volgende geslachten zij bij de familie ingedeeld:
- Acremodonta B. A. Marshall, 1983
- Acremodontina B. A. Marshall, 1995
- † Levella Marwick, 1943
- Austrotrochaclis B. A. Marshall, 1995
- Trochaclis Thiele, 1912